# Scopus
Scopus es una base de datos bibliográfica de resúmenes y citas de artículos de revistas científicas propiedad de Elsevier lanzada en 2004. Cubre aproximadamente 24.500 títulos de publicaciones seriadas (revistas, conferencias, series de libros de investigación) de más de 5000 editores en 140 países, incluyendo revistas revisadas por pares de las áreas de ciencias, tecnología, medicina y ciencias sociales, incluyendo artes y humanidades. La plataforma tecnológica es desarrollada por Elsevier y es accesible en la Web para los subscriptores, pero el ingreso al índice y su revaluación es gestionado por un comité editorial independiente de Elsevier.   
Scopus también ofrece perfiles de autor que cubre afiliaciones, número de publicaciones y sus datos bibliográficos, referencias y detalles del número de citas que ha recibido cada documento publicado. Tiene sistemas de alerta que permite a quien se registre rastrear los cambios de un perfil. Usando la opción Scopus Author Preview se pueden realizar búsquedas por autor, usando el nombre de afiliado como limitador, verificar la identificación del autor y poner un sistema de aviso automático que alerte de los cambios en la página del autor mediante RSS o correo electrónico. 

## Descripción
Dado que Elsevier es el propietario de Scopus y también uno de los principales editores internacionales de revistas científicas, se creó una Junta de Selección y Asesoramiento de Contenidos Scopus en 2009 independiente e internacional para evitar el posible conflicto de interés en la Elección de revistas a la hora de incluirlas en la base de datos y mantener una política de cobertura de contenido abierta y transparente, independientemente del editor. La junta directiva se compone de científicos y bibliotecarios especializados.
La evaluación de la facilidad de uso y la cobertura de Scopus y el Web of Science (WOS), un estudio de 2006 concluyó que "Scopus es fácil de navegar, incluso para el usuario principiante. La capacidad de buscar hacia adelante y hacia atrás desde una citación particular, sería muy útil para el investigador. el aspecto multidisciplinar permite al investigador "encontrar fácilmente fuera de su disciplina" y "una ventaja de WOS sobre Scopus es la profundidad de la cobertura, con la base de datos completa de WOS que se remonta al 1945 y Scopus que se remonta al 1966. Sin embargo, Scopus y WOS se complementan, ya que ninguno de los recursos no está todo incluido."
Scopus también ofrece perfiles de autor que cubren las afiliaciones, número de publicaciones y sus datos bibliográficos, referencias y detalles sobre el número de citas que cada documento publicado ha recibido. Cuenta con características de alerta que permite a los usuarios registrados hacer un seguimiento de los cambios en un perfil y una facilidad para calcular el índice h de los autores. Scopus también ofrece indicadores de impacto normalizado tanto a nivel de publicaciones (revistas) como de trabajos concretos. Para revistas, Scopus ofrece el Source Normalized Impact per Paper (SNIP), que mide las citas reales recibidas en relación con las citas esperadas para el campo temático de la publicación.Puede ser utilizado para comparar revistas de diferentes disciplinas.Para trabajos (artículos y otra tipología), Scopus ofrece el Field-Weighted Citation Impact (FWCI).Un resultado mayor de 1 significa que el artículo o trabajo ha sido citado más de lo esperado.
Los identificadores de Scopus por autores individuales se pueden integrar con el identificador digital ORCID.
Por otro lado, incorpora una serie de herramientas de análisis que permiten identificar tendencias por los temas clave:
- Análisis de resultados
- Análisis de citas
- Fuente de búsqueda y Comparación de revistas
- Perfiles de Scopus

## Integración del contenido
La opción Scopus TopCited suministra una rápida revisión de los 20 artículos principales más citados sobre un tema específico durante los 3, 4 o 5 últimos años en todas las publicaciones que cubre Scopus. Los datos de los artículos más citados han sido extraídos mediante el uso de una aplicación informática que forma parte del programa de integración de Scopus.